# كاثرين بروير بنسون
كاثرين بروير بنسون (بالإنجليزية: Catherine Brewer Benson)‏ هي طبيبة أمريكية، ولدت في 24 يناير 1822 في أوغستا في الولايات المتحدة، وتوفيت في 27 فبراير 1908 في ماكون في الولايات المتحدة.